# Nikolai Kuznetsov
Nikolai Gerassimovitch Kuznetsov (Николай Герасимович Кузнецов; Medvedki, 24 de julho de 1904 — Moscou, 6 de dezembro de 1974) foi um oficial naval soviético e Comissário do Povo para a Frota Vermelha durante a Segunda Guerra Mundial.

## Biografia

### Juventude e ascensão
Kuznetzov nasceu na aldeia de Medvedki, no distrito de Kotlas do óblast de Arkhangelsk. Em 1919, juntou-se à Flotilha Naval Soviética do Norte do Dvina, aumentando dois anos à sua idade para ser aceito. Sua ficha de serviço militar indica o ano de seu nascimento como sendo 1902. A partir de 1920, esteve baseado em Petrogrado. Em 1924, como membro de uma unidade naval compareceu à cerimônia funeral de Vladimir Lenin. No mesmo ano filiou-se ao Partido Bolchevique.
Após sua formatura na Academia Militar Frunze em 1926, Kuznetsov serviu no cruzador Chervona Ukraina, primeiro como oficial de vigia e daí como Primeiro-Tenente. Ele concluiu seus estudos sobre operações e táticas no departamento de operações do Colégio Naval em 1932. Após a formatura, teve a oferta de uma comissão: podia optar por uma função no estado-maior ou uma posição de comando num navio.
Kuznetsov considerou que seria imprudente deixar escapar uma oportunidade daquelas: ele candidatou-se, e recebeu, o posto de oficial-executivo no cruzador Krasni Kavkaz. Em um ano, fora promovido. Em 1934, ele retornou ao Chervona Ukraina, desta vez como seu comandante. Sob Kuznetsov, o navio tornou-se um exemplo notável de disciplina e organização, rapidamente atraindo atenções sobre seu jovem capitão.
De 5 de setembro de 1936 a 15 de agosto de 1937, Kuznetsov foi adido naval e assessor chefe naval da Espanha Republicana. Enquanto serviu na Espanha, cresceu-lhe a repulsa ao fascismo.
No regresso à pátria, a 10 de janeiro de 1938, foi promovido a Comandante-de-Esquadra, Segunda Classe, e indicado para o comando da Frota do Pacífico. Nesta posição, foi ao encontro de expurgo dos militares por Stálin. O próprio Kuznetsov jamais foi indiciado, mas sim muitos dos oficiais sob seu comando. Kuznetsov resistiu a cada etapa dos expurgos, e sua intervenção salvou as vidas de muitos oficiais soviéticos.
A 28 de abril de 1939, Kuznetsov, com apenas 34 anos, foi nomeado Comissário do Povo para Frota Vermelha (ministro da marinha), posto que manteria durante a Segunda Guerra Mundial.

### A Segunda Guerra Mundial
Kuznetzov desempenhou um papel crucial exclusivo durante as primeiras horas da guerra - durante este momento decisivo, sua notória indepedência pessoal e atitude resoluta evitaram a destruição da Frota Vermelha. Já em 21 de junho de 1941, Kuznetzov estava convencido da inevitabilidade de uma guerra contra a Alemanha Nazista. No mesmo dia, Semyon Timoshenko e Gueorgui Jukov haviam emitido um despacho proibindo aos comandantes soviéticos de reagir às "provocações alemãs". A Frota, contudo, dispunha de um Comissariado do Povo (narkomat) separado, conseqüentemente, Kuznetzov detinha um posto separado tecnicamente da cadeia de comando. O almirante aproveitou desta realidade para uma manobra bastante ousada.
Pouco após a meia-noite, na madrugada de 22 de junho de 1941, Kuznetsov ordenou que todas as esquadras soviéticas se colocassem em prontidão de combate. Às 4h45 daquela mesma manhã, a Wehrmacht iniciou a Operação Barbarossa. A Frota Vermelha era a única Arma soviética pronta para resitir à ofensiva alemã, resistindo ao ataque com resistência tremenda e sem perder um único navio ou aeronave.
Durante os dois anos seguintes, a principal preocupação de Kuznetsov era a proteção do Cáucaso contra uma invasão alemã. Durante a guerra, o Mar Negro permaneceu sendo o principal teatro de operações para a Frota Vermelha. Naqueles anos, Kuznetsov aperfeiçoou suas táticas de assalto anfíbio. Em fevereiro de 1944, ele foi promovido à patente de Almirante-de-Esquadra - posto recém-criado e inicialmente equivalente a general-de-quatro-estrelas. No mesmo ano, Kuznetsov foi laureado com a ordem de Herói da União Soviética, obtendo uma insígnia similar em 31 de maio de 1945.

### A primeira queda
De 1946 a 1947, ele foi vice-ministro das Forças Armadas da URSS e comandante-em-chefe das Forças Navais.
Em 1947, ele foi afastado de seu posto por ordem de Stálin e, em 1948, bem como vários outros almirantes, foi levado a julgamento pelo Tribunal Naval. Kuznetsov foi rebaixado a contra-almirante, enquanto os outros almirantes receberam sentenças de prisão de diferentes durações.
Em 1951, Stálin encerrou a condição de pária de Kuznetzov, mais uma vez colocando-o no comando da frota (como ministro da Frota da URSS), mas sem restaurar sua patente, que foi devolvida após a morte de Stálin, em 1953. No mesmo ano, ele tornou-se primeiro-vice-ministro da Defesa da URSS. Em 1955, Kuznetzov foi nomeado comandante-em-chefe (GlavKom) das Forças Navais. Sua patente foi redesignada almirante-de-esquadra da União Soviética e ele foi laureado com a Estrela de Marechal.

### A segunda queda e a aposentadoria
Sua recém-descoberta proeminência colocou-o em curso de colisão com o Marechal Jukov, de quem tinha discordado durante os anos de guerra. A 8 de dezembro de 1955, usando a perda do encouraçado Novorossiysk como pretexto, Jukov afastou o almirante de seu posto; em fevereiro de 1956, Kuznetsov foi novamente rebaixado para a patente de contra-almirante, aposentado e proibido de "todo e qualquer trabalho relacionado à marinha."
Durante sua aposentadoria, ele escreveu e publicou muitos ensaios e artigos, bem como diversos trabalhos extensos, inclusive suas memórias e um livro com aprovação oficial, 'Курсом к Победе, ("No Curso da Vitória"), a respeito da Grande Guerra Patriótica. Suas memórias, diferente das de muitos outros líderes proeminentes foram escritas pessoalmente por ele e destacam-se por seu estilo.
Kuznetsov também escreveu vários livros sobre a guerra, sobre as repressões de Stálin, e sobre a frota que foram publicados postumamente. Nestes, ele foi bastante crítico da interferência do Partido nos assuntos internos das forças armadas, e persistia afirmando que "o estado deve ser governado pela lei."

### Restaurando seu nome
Após as aposentadorias de Jukov em 1957, e de Kruschev em 1964. um grupo de veteranos navais iniciou uma campanha para restaurar a patente de Kuznetsov, com todos os benefícios, e torná-lo um dos inspetores-gerais do Ministério da Defesa. Invariavelmente, estas solicitações caía em ouvidos surdos, particularmente nos do sucessor de Kuznetzov, Almirante Gorshkov. Não foi senão em 26 de julho de 1988, que o Presidium do Soviete Supremo da URSS devolveu a Kuznetsov sua antiga patente de Almirante de Esquadra da União Soviética.
Kuznetsov é reconhecido hoje como um dos homens mais proeminentes da história da frota soviética e da frota da Federação Russa. O único porta-aviões (ou navio-aeródromo) atualmente operacional na Marinha da Russa foi batizado com o nome de Admiral Flota Sovetskogo Soyuza Kuznetsov.

### Citação
"Toda a minha vida tem sido a Frota Soviética. Fiz minha escolha quando jovem e jamais a lamentei."